# العاقل: تاريخ مختصر للجنس البشري
العاقل: تاريخ مختصر للجنس البشري (Sapiens: A Brief History of Humankind) هو كتاب من تأليف يوفال نوح هراري يتناول تاريخ نشوء البشرية من وجهة نظر أنثروبولوجية تعتمد على مفاهيم علم النشوء والتطور البشري. نُشر في أوّل طبعة بالعبرية عام 2011، وترجم إلى نحو 45 لغة عالمية.
ذكر هراري في مقدمة كتابه أنه تأثر بأعمال جارد دايموند وبخاصة كتاب "أسلحة وجراثيم وفولاذ"، الذي جعله يسأل عن مسائل معقدة وكبيرة ثم الاستعانة بالعلوم للإجابة عنها.

## محتوى الكتاب
يعرض الكتاب مراحل تاريخ البشرية منذ تطور إنسان بدائي القديم في العصر الحجري وحتى الوقت الحالي. كما يضيف في نهاية الكتاب تصوراته عما قد تؤول إليه البشرية في القادم من الأيام. فرضيته الأساسية هي أن سبب سيطرة الإنسان العاقل (هومو سابينس) للعالم من بين كل الكائنات الأخرى هو أنه الحيوان الوحيد القادر على التعاون مع عدد كبير من أقرانه بشكل مرن بسبب مقدرتهم الفريدة على الايمان بأفكار من تأليف مخيلتهم مثل الآلهة والدول والمال وحقوق الإنسان. وبالتالي، فإنه يشير إلى أن كل المعتقدات الإنسانية التضافرية مثل السياسة والدين وشبكات التجارة العالمية والمؤسسات القانونية هي أفكار تعتمد على الخيال.، كما يشير إلى وجود أدلة على أن ''البشر العاقلين'' قاموا بإبادة الأنواع الأخرى من البشر الأوائل، مثل النياندرتال. 
من الحجج الأخرى التي اعتمدها هراري في كتابه:
- أن المال هو نظام ثقة متبادلة.
- أن الراسمالية هي دين وليست نظرية في الاقتصاد وحسب.
- أن الثورة الزراعية نتجت عن الحاجة للترف الا انها انتهت بجعل حياة الإنسان اسوء.
- أن الإمبراطورية هي من انجح الانظمة السياسية التي طغت خلال الالفي عام الماضيين.
- أن المال والامبراطوريات والدين مجمعين هو ما يوحد العالم.
- أن استئناس الحيوانات من أسوء الجرائم التي حدثت في التاريخ.
- الإنسان اليوم لا يعيش أسعد فتراته بالتاريخ.
- ان الإنسان الحالي بصدد تطوير نفسه إلى درجة الآلهة.

## النقد
لقي الكتاب الكثير من الاستحسان حول العالم وبخاصة من عامة الناس التي لا تستطيع قراءة الكتب الأكاديمية وبخاصة كتب التاريخ والأنثروبولوجيا. فأسلوبه في الكتابة جعل الأفكار العلمية المعقدة قريبة للفهم. كما أنه دعم آراءه بمصادر علمية موثوقة من دون الجزم بصحتها تاركا للقارئ أو الباحث إمكان نقضها أو تطويرها.
ومن منتقديه من أشار إلى أن هراري له توجه يدل على كراهيته للمجتمع الحديث مما يجعله يطلق ادعاءات تدعم توجهه. وآخرون أشاروا إلى اعتماده على العاطفة الشخصية للوصول إلى نتائجه حول مستقبل البشرية.
اعتبرته صحيفة نيويورك تايمز من الكتب الأكثر مبيعا  كما حصل على جائزة المكتبة الوطنية الصينية لعام 2015.
1. ↑   https://books.google.com/books?id=86B7DQAAQBAJ. {{استشهاد ويب}}: |url= بحاجة لعنوان (مساعدة) والوسيط |title= غير موجود أو فارغ (من ويكي بيانات) (مساعدة)
2. ↑  المجلة العربية :: كتب وقراءات نسخة محفوظة 27 فبراير 2018 على موقع واي باك مشين.
3. ↑  Strawson، Galen (11 سبتمبر 2014). "Sapiens: A Brief History of Humankind by Yuval Noah Harari – review". The Guardian. مؤرشف من الأصل في 2018-06-26. اطلع عليه بتاريخ 2014-10-29.
4. ↑  Payne، Tom (26 سبتمبر 2014). "Sapiens: a Brief History of Humankind by Yuval Noah Harari, review: 'urgent questions'". The Telegraph. مؤرشف من الأصل في 2018-07-10. اطلع عليه بتاريخ 2014-10-29. {{استشهاد بخبر}}: |archive-date= / |archive-url= timestamp mismatch (مساعدة)
5. ↑  Harari, Yuval Noah; Vintage (2014).
6. ↑  Kennedy، Paul (12 يناير 2015). "Sapiens". Ideas: with بول كينيدي  [لغات أخرى]‏. CBC Radio 1. مؤرشف من الأصل في 2019-08-14.{{استشهاد بدورية محكمة}}:  صيانة الاستشهاد: علامات ترقيم زائدة (link)
7. ↑  short overview [وصلة مكسورة] نسخة محفوظة 13 يونيو 2016 على موقع واي باك مشين.
8. ↑  نقد للكتاب على موقع Goodread.com نسخة محفوظة 07 فبراير 2018 على موقع واي باك مشين.
9. ↑  نقد للكتاب على موقع amazon.com نسخة محفوظة 25 ديسمبر 2019 على موقع واي باك مشين.
10. ↑  الكتب الاكثر مبيعة - موقع نيويورك تايمس نسخة محفوظة 07 سبتمبر 2015 على موقع واي باك مشين.
11. ↑  China Book Award, تلفزيون الصين المركزي CCTV أخبار, April 23, 2015 نسخة محفوظة 04 مارس 2016 على موقع واي باك مشين.